# Lavanttal
Das Lavanttal (slowenisch Labotska dolina) ist ein Tal in den Lavanttaler Alpen im Süden Österreichs im östlichen Teil des Bundeslandes Kärnten. Es umfasst knapp 1000 Quadratkilometer und wird von circa 60.000 Menschen bewohnt.

## Geographie

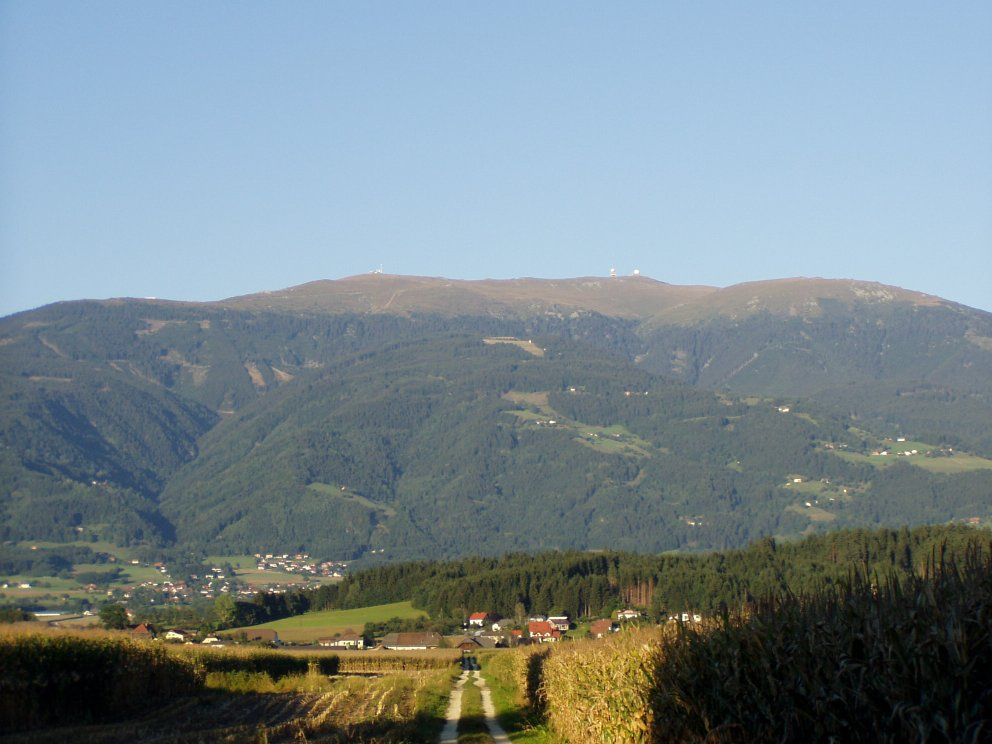
Koralpe

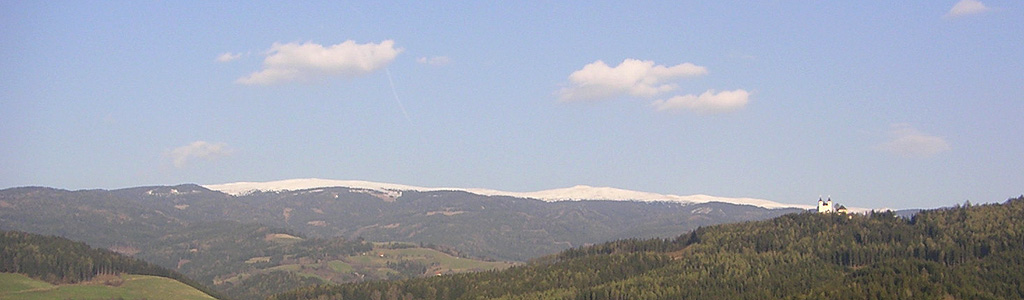
Saualpe

Das Lavanttal wird vom Fluss Lavant auf einer Länge von 64 Kilometern von Norden nach Süden durchzogen. Seinen Ursprung hat der Fluss in der Steiermark am Zirbitzkogel, er mündet bei Lavamünd in die Drau.
Das Tal wird eingeteilt in das Obere Lavanttal, das nördlich des Twimberger Grabens liegt, und das Untere Lavanttal südlich davon. Im unteren, breiteren Tal ist es eingebettet zwischen Kor- und Saualpe. Im Oberen Lavanttal liegt es zwischen der Packalpe und den Seetaler Alpen.
Das Lavanttal bildet den Großteil des politischen Bezirks Wolfsberg.
Das Untere Lavanttal wird beiderseits der Lavant von einem mehrere Zehnermeter hoch gelegenen Terrassenzug gesäumt, der von den Ablagerungen eines verlandenden Würm-eiszeitlichen natürlichen Stausees gebildet wurde. Der See wurde von der schnell anwachsenden Schotterterrasse des ungefähr bei Völkermarkt endenden Draugletschers aufgestaut, welche bei Lavamünd (Ettendorf, Achalm, Plestätten) die Lavant blockierte. Der von Wolfsberg weithin bis St. Paul auf ca. 430 m ü. A. zu verfolgende Höhenzug und die in den Ablagerungen wohl immer wieder von der Bevölkerung aufgefundenen Fossilien könnten zur Sage über die Entstehung des Lavanttals beigetragen haben. Auf der rechtsufrigen See-Terrasse liegen beispielsweise die Ortskerne von St. Andrä und St. Jakob (Gemeinde St. Andrä), linksufrig Wolkersdorf (Gemeinde Wolfsberg), Mitter- und Unterpichling (Gemeinde St. Andrä) und St. Margarethen (Gemeinde St. Paul).

## Klima
Das Klima des Lavanttales ist mit rund 800 mm Jahresniederschlag relativ trocken. Im Winterhalbjahr herrscht vielfach Inversionswetterlage vor, was im Talboden Nebel und vergleichsweise hohe Schadstoffbelastung mit sich bringt. Die mittleren Höhen um 800 bis 1000 Meter sind dann klimatisch bevorzugt, sie sind sonniger und wärmer als die Tallagen.

## Wirtschaft
Die Holz- bzw. Metallindustrie prägen die Wirtschaft des Lavanttales. Klein- und Mittelbetriebe bilden das wirtschaftliche Rückgrat der Region. Im Wirtschaftsraum Süd, in der Gemeinde Sankt Paul im Lavanttal entsteht ein Interkommunaler Technologie- und Gewerbepark. 

Unternehmen des Lavanttales:
- Johann Offner Unternehmensgruppe, Wolfsberg
- Himmelberger Zeughammerwerk, Leonhard Müller & Söhne GmbH, Frantschach
- Kohlbach Holding GmbH. Wolfsberg
- Geislinger GmbH. Kupplungen und Dämpfer, Bad St. Leonhard
- Hermes GmbH. & Co.KG, Schleifmittel, Werkzeuge, Bad St. Leonhard
- Mondi Packaging GmbH. Frantschach-St.Gertraud
- Papierholz Austria Ges.m.b.H. Frantschach-St. Gertraud
- Stora Enso Timber GmbH. Großsägewerk, Bad St. Leonhard
- Preblauer Heil- und Mineralwasser
- Wech Geflügel Gesellschaft m.b.H. St. Andrä im Lav.
- Hermes Pharma in Wolfsberg, Allgäu
- Tubex Tubenfabrik, St. Stefan im Lav.
- Ziegelwerk Brenner F.Wirth GmbH. St. Andrä
- Kostmann GesmbH. Bau-, Rohstoff- und Transportwirtschaft, St.Andrä

### Landwirtschaft
In den Tallagen überwiegt Mais-Anbau mit Schweine- und Hühnerzucht. Im Unteren Lavanttal und im angrenzenden Granitztal gibt es viel Obstanbau, besonders Äpfel für Most- und Schnapserzeugnisse. Hier gibt es auch noch etliche Streuobstwiesen. Eine weitere Spezialkultur ist Spargel. Im Lavanttal befinden sich auch einige der Winzer, die den Kärntner Wein ab 1970 wieder kultiviert haben. Mittlerweile gibt es ca. 130 ha Rebflächen in Kärnten.
In höheren Lagen und auch im Oberen Lavanttal überwiegt die Grünlandwirtschaft. Von recht großer Bedeutung ist auch die Holzwirtschaft mit den großen Fichtenbeständen auf Koralpe und Saualpe.

### Bergbau
Von 1845 bis 1968 wurde im Lavanttal, vor allem im Süden von Wolfsberg (St. Stefan, Wolkersdorf), Braunkohle aus dem Miozän gefördert. Zum Ende am 31. März 1968 waren noch 1500 Bergleute beschäftigt.
Aktiv ist der Untertag-Abbau von Eisenglimmer (Hämatit) bei Waldenstein. Etwa 7.500 Tonnen werden jährlich abgebaut, der Großteil davon wird exportiert. Das Hauptanwendungsgebiet ist Korrosionsschutz.
Für ein auf der Koralpe liegendes Lithium-Vorkommen werden seit 2016 Probebohrungen durchgeführt. Der kommerzielle Abbau ist für 2021 geplant.

## Kunst und Kultur
Vor allem bekannte Künstlerpersönlichkeiten wie Christine Lavant, Switbert Lobisser und Gerhart Ellert haben viel dazu beigetragen, die Kultur des Tales bekannt zu machen. Im Benediktinerstift St. Paul finden regelmäßig Sonderausstellungen statt, die die reichhaltigen Kunstsammlungen ergänzen.
Alle vier Jahre (in Schaltjahren) findet in Eitweg der Schimmelzug statt, ein althergebrachter regionaler Brauch des Winteraustreibens, der tausende Besucherinnen und Besucher ins Lavanttal lockt.

## Infrastruktur

### Autobahn
Die Süd Autobahn passiert von der Pack im Norden aus in das Lavanttal, dort gibt es die erste (rund 4 Kilometer lange) Abfahrt nach Bad St. Leonhard im Lavanttal. Danach geht es über die zweithöchste Autobahnbrücke Österreichs, den Talübergang Lavant, weiter bis zur Bezirkshauptstadt Wolfsberg (Nord- und Süd-Abfahrt). Nach der letzten Autobahnabfahrt Sankt Andrä (Kärnten) (rund 2 Kilometer lange Abfahrt) geht sie in einer dreifachen Tunnelkette in den Bezirk Völkermarkt über.

### Eisenbahn
Die Lavanttalbahn zog sich ursprünglich durch das ganze Lavanttal, nördlich von etwa Reichenfels bis südlich bis nach Lavamünd. Der Personenverkehr nutzt heute nur mehr das Stück zwischen Bad St. Leonhard im Lavanttal und Sankt Paul im Lavanttal, dort biegt man von der Strecke auf die Jauntalbahn Richtung Klagenfurt ab. Sporadischer Güterverkehr findet nach wie vor statt. Zwischen Sankt Paul im Lavanttal und Lavamünd verkehrte zuletzt noch die private Lavamünder Bahn als Nostalgiebahn mit gelegentlichem Güterverkehr, bevor dieser Streckenteil im März 2016 abgetragen wurde.
Seit etwa 2008 wird an der Koralmbahn gearbeitet, die mit dem Bahnhof Lavanttal die Region ab etwa 2023 an die Schnellfahrstrecke in Österreich anbinden wird. Fahrzeiten von/nach Graz (36 Minuten) und Klagenfurt (22 Minuten) werden deutlich gesenkt. Großbaustellen gibt es bis zur Fertigstellung nahe Sankt Paul im Lavanttal, wo der Koralmtunnel sein Westportal hat und wo auch der Bahnhof Lavanttal gebaut wird, sowie im Granitztal, wo seit 2015 an der Tunnelkette Granitztal gearbeitet wird.